# Wu Jieping
Wu Jieping (chinesisch 吳階平 / 吴阶平, Pinyin Wú Jiēpíng; * 22. Januar 1917 in Changzhou; † 2. März 2011) war ein chinesischer Mediziner und Politiker.

## Leben
Er studierte Medizin in Peking sowie 1947–1948 an der University of Chicago.
Er war Spezialist auf dem Gebiet der Urologie und führte 1960 die erste Nierentransplantation der Volksrepublik China durch. Er war am Institut für Urologie der Peking-Universität tätig. 1981 wurde er zum Mitglied der Chinesischen Akademie der Wissenschaften gewählt. Er war Autor zahlreicher Bücher, unter anderem auch zu Themen der Sexualaufklärung.
Von 1992 bis 2002 war er Vorsitzender der Gesellschaft des 3. September (chinesisch 九三学社, Pinyin Jǐusān Xuéshè), einer chinesischen Blockpartei. Zu dieser Zeit war er auch einer der stellvertretenden Vorsitzenden des Ständigen Ausschusses des Nationalen Volkskongresses.